# 白島千絵
白島 千絵（はくしま ちえ、1962年2月5日 -  ）は、日本の女性歌手である。本名、白島 千絵（読み同じ）。
NHKの番組『うたって・ゴー』に出演。

## 来歴
神奈川県横浜市神奈川区出身。血液型はA型。洗足学園音楽大学声楽コース卒業。

## 出演
- うたって・ゴー1985年度から1986年度・1987年度

## 人物
- 幼い頃から歌のおねえさんに憧れていて人前で歌うことが大好きだった。
- 千絵本人は、アニメソングや童謡やポップス曲がとても好きだった。
- 歌手、俳優、声優などで活動している。
- 基本的に千絵本人は、都内中心で活動している。
- 幼い子どもたちからは、千絵おねえさんで人気である。
- 『おかあさんといっしょ』の歌のおねえさんのように子どもたちからはとても人気である。